# Anchoa lucida
Anchoa lucida is een straalvinnige vis uit de familie van ansjovissen (Engraulidae), orde haringachtigen (Clupeiformes), die voorkomt in het oosten en het zuidoosten van de Grote Oceaan.

## Beschrijving
Anchoa lucida kan een lengte bereiken van 13 centimeter. Van de zijkant gezien heeft het lichaam van de vis een langgerekte vorm, van bovenaf gezien is de vorm het best te typeren als ovaal. De kop is duidelijk convex. De ogen zijn normaal van vorm en zijn symmetrisch. De mond zit aan de onderkant van de kop.
De vis heeft één rugvin en één aarsvin. Er zijn 18 tot 23 vinstralen in de aarsvin.

## Leefwijze
Anchoa lucida is een zout- en brakwatervis die voorkomt in subtropische wateren.
De soort staat niet op de Rode Lijst van de IUCN.